# Liste der Naturschutzgebiete im Kyffhäuserkreis
Im Thüringer Kyffhäuserkreis gibt es 23 Naturschutzgebiete.
| Name des Gebietes             | Bild           | Kennung | WDPA      | Landkreis / Stadt                      | Beschreibung / Bemerkungen | Standort | Fläche in Hektar | Datum der Verordnung |
| ----------------------------- | -------------- | ------- | --------- | -------------------------------------- | -------------------------- | -------- | ---------------- | -------------------- |
| Arterner Solgraben            | weitere Bilder | 084     | 319117    | Kyffhäuserkreis                        |                            | Position | 1,3              | 1935                 |
| Badraer Lehde-Großer Eller    |                | 316     | 162322    | Kyffhäuserkreis                        |                            | Position | 81,9             | 1997                 |
| Bottendorfer Hügel            | weitere Bilder | 088     | 162521    | Kyffhäuserkreis                        |                            | Position | 131,6            | 1983                 |
| Feuerkopf                     |                | 010     | 163091    | Kyffhäuserkreis, Landkreis Nordhausen  |                            | Position | 61,1             | 1961                 |
| Filsberg - Großes Loh         |                | 318     | 318399    | Kyffhäuserkreis                        |                            | Position | 93,4             | 1999                 |
| Gatterberge                   |                | 317     | 318426    | Kyffhäuserkreis                        |                            | Position | 44,4             | 1999                 |
| Großer Horn                   |                | 019     | 14483     | Kyffhäuserkreis, Unstrut-Hainich-Kreis |                            | Position | 158,8            | 1961                 |
| Himmelsberg                   |                | 012     | 163682    | Kyffhäuserkreis                        |                            | Position | 86,9             | 1961                 |
| Hohe Schrecke                 | weitere Bilder | 375     | 329442    | Kyffhäuserkreis, Landkreis Sömmerda    |                            | Position | 3437,3           | 2004                 |
| Hotzenberg                    |                | 013     | 163804    | Kyffhäuserkreis                        |                            | Position | 85,1             | 1961                 |
| Ichstedter Lehde              |                | 384     | 318585    | Kyffhäuserkreis                        |                            | Position | 352,1            | 2001                 |
| Kahle Schmücke bei Heldrungen |                | 387     | 555560774 | Kyffhäuserkreis                        |                            | Position | 550,9            | 2013                 |
| Kahler Berg - Kuhberg         |                | 319     | 82022     | Kyffhäuserkreis                        |                            | Position | 204,4            | 1999                 |
| Keulaer Wald                  | weitere Bilder | 009     | 14482     | Kyffhäuserkreis                        |                            | Position | 297,2            | 1961                 |
| Mehlisch Hölzchen             |                | 011     | 164597    | Kyffhäuserkreis                        |                            | Position | 4                | 1961                 |
| Rothenburg                    | weitere Bilder | 080     | 14472     | Kyffhäuserkreis                        |                            | Position | 402,3            | 1961                 |
| Schloßberg - Solwiesen        | weitere Bilder | 004     | 165423    | Kyffhäuserkreis, Landkreis Nordhausen  |                            | Position | 541,5            | 1967                 |
| Spatenberge                   |                | 087     | 165608    | Kyffhäuserkreis                        |                            | Position | 4                | 1939                 |
| Stadtforst Sondershausen      |                | 014     | 165638    | Kyffhäuserkreis                        |                            | Position | 40,3             | 1961                 |
| Süd-Ost-Kyffhäuser            |                | 448     | 319179    | Kyffhäuserkreis                        |                            | Position | 442,9            | 2003                 |
| Süd-West-Kyffhäuser           |                | 320     | 319180    | Kyffhäuserkreis                        |                            | Position | 831,7            | 1961                 |
| Wartenberg                    |                | 086     | 166178    | Kyffhäuserkreis                        |                            | Position | 82,8             | 1961                 |
| Wipperdurchbruch              | weitere Bilder | 085     | 14473     | Kyffhäuserkreis, Landkreis Sömmerda    |                            | Position | 631,6            | 1961                 |